# アルタ (ギリシャ)
アルタ（希: Άρτα, 英: Arta）は、ギリシャ北西部のイピロス地方にあるアルタ県の県都であり、長い歴史を持った町である。この町は古代にはアンブラキア（Ἀμβρακία, Ambrakia）と呼ばれた。アルタの町の西側にある、アラフトス川に架かる古い橋はよく知られている。また、アルタはエピロス専制侯国があった地域であり、ギリシャで現存する最古の城の一つである、13世紀に建設された城も有名である。アルタには東ローマ帝国の遺物が残されており、その一つに東ローマ時代の教会がある。その中でも有名なパナギア・パリゴリティッサ教会（「パナギア：生神女マリヤの速やかなる慈憐」という意味）は、1290年ごろに専制君主ニケフォロス1世によって建設されたものである。また、アルタにはイピロス技術教育大学の本部がある。

## 歴史

### 成立
アルタの町の歴史は、旧石器時代に遡る。紀元前9世紀に初めの入植者が現在のアルタの地域に町を建設し、続いて紀元前7世紀にはコリントス人がアンブラキア（古代のアルタの名称）を建設した。

### 古代
紀元前295年エペイロス王ピュロスは、首都をアンブラキアに遷都した。共和政ローマへの攻撃に際しての要塞として利用するためであった。ピュロスの攻撃は大成功であったが、その代償は大きかった。このことは「ピュロスの勝利」（すなわち、無意味な勝利のこと。ピュロスを参照）として、有名になった。紀元前146年、アンブラキアは共和政ローマの一部となった。その後アンブラキアの属するエピロス属州は、エピロス・ヴェトゥス属州と改名され、東に新設されたエピロス・ノヴァ属州と区別されるようになった。1082年になり、初めてこの町はアルタと呼ばれるようになった。

### 東ローマ・オスマン時代
1204年の十字軍によるコンスタンティノープルの陥落で、アルタはエピロス専制侯国の首都となった。エピロス専制侯国は、ドゥラキウムまで拡大し、その領域はギリシャ北西部やテッサリア地方、マケドニア北西部にまで及んだ。建国者であるミカエル1世コムネノス・ドゥーカス（1205年-1215年）は、東ローマ帝国のコムネノス家の親戚であった。その後アルタは、イタリアのオルシーニ家（1318年-1337年）、セルビア帝国（1337年-1359年）、アルバニアの豪族（1359年-1416年）による短期間の支配の後、イタリア人のカルロ2世・トッコおよびレオナルド3世トッコによって支配され、1449年にオスマン帝国に征服され、町はナルダ（Narda）と改名された。ナルダは1717年にヴェネツィア共和国に、1797年にフランスに占領されたが、1799年に再びオスマン帝国領となった。そして1881年のベルリン条約によって、ナルダはオスマン帝国からギリシャ王国に割譲された。

## 旧跡

### 古代
現在のアルタの町は、古代のアンブラキアの上にある。古代の遺跡としては、アンブラキアの城壁や、アポロン神殿、円形劇場、墓地などが残存している。

### 東ローマ時代
アルタの城は13世紀中ごろ、ミカエル2世アンゲロス・コムネノスによって建設された。アルタ城は、東ローマ建築の典型であり、ほぼ完全な形で残存している。また、最も重要なビザンツ時代の教会として、1285年から1289年にかけて、ニケフォロス1世コムネノス・ドゥーカスとその妻アンナ・パレオロギナ・カンタクゼーネーによって建設された、パリゴリトリア教会が挙げられる。さらに、東ローマ建築の他の例として、聖テオドラ教会がある。この教会はアルタの町の守護聖人に捧げられたものであり、13世紀のエピロス専制侯国の妃である、テオドラによって聖人ゲオルギウスのために建設された唯一現存する修道院であり、その当時は女子修道院として使用されていた。テオドラの夫の死後、彼女は自ら修道女となり、その修道院で生涯を過ごして埋められたために、彼女の名が付けられたのである。他にも都市近郊には重要な東ローマ時代の建造物が現存している。

### 博物館

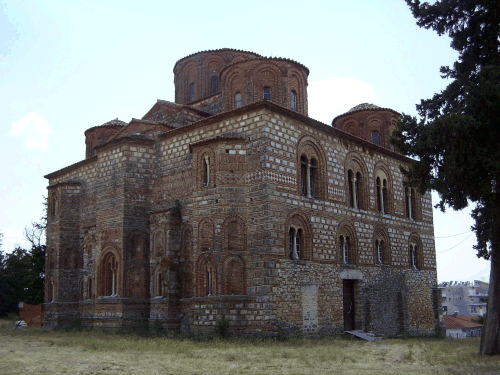
パリゴリトリア教会

- アルタ先史・古代博物館
- パリゴリティッサ教会
- スクファス民俗博物館
- スクファス歴史博物館
- 私立民俗博物館（キプセリ）
- 考古学博物館（コロニシア）

## イピロス技術教育大学
イピロス技術教育大学（Technological Educational Institute of Epirus）は主要キャンパスと本部をアルタに置いている。また、副キャンパスは、アルタ市外のヨアニナ、イグメニツァ、プレヴェザにそれぞれある。4つの学部と13の学科がある。

## 交通・地理

### 位置
アルタは、アンティリオ、メソロンギ、アグリニオの北北西にあり、プレヴェザの北東、ヨアニナの南南東、トリカラの南西にある。

### バス
またアルタからは、定期バスが全てのギリシャ内の大都市とを結んでいる。ちなみに、アテネ行きは日に数本あり、5時間かかる。

### 道路
- GR-5（アンティリオ・ヨアニナ方面）
- GR-30（ペタ・トリカラ方面）

### 地形
アラフソス川とそのため池が、アルタの町の西から北へ流れている。

## 著名な出身人
- ピュロス（前318年-前272年、エペイロス王）
- マクシモス・オ・グレコス（1475年-1556年、正教会の聖人、修道士・評論家・作家・学者・人文主義者・翻訳家）
- ナポレオン・ゼルヴァス（1891年-1957年、ギリシャ軍司令官）
- ヤニス・モラリス（1916年-、画家）
- アントニス・ニコポリディス（1971年-、サッカー選手）
- ヤニス・アナスタシウ（1973年-、サッカー選手）

## スポーツ

### ハンドボール
- http://www.anagenisi-artas.gr

### バスケットボール
- ピュロス・アトラス（チーム）

### サッカー
- http://www.anagenisiartas.gr
- http://www.doxa-artas.gr/

### バレーボール
- http://www.anagenisi-artas.gr/volley
- http://www.filia.gr/